# Fòssil director

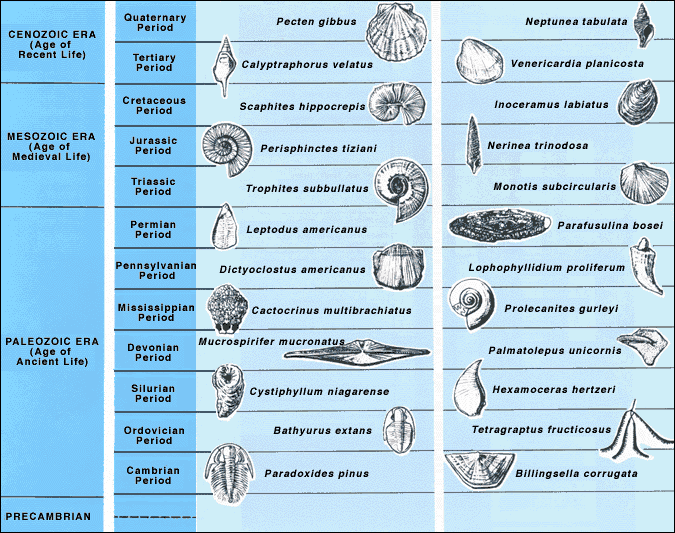
Exemple de fòssils guia

Els fòssils directors o fòssils guia són fòssils emprats per a definir i identificar un període geològic. Els millors fòssils guia són comuns, fàcils d'identificar a nivell d'espècie i presenten una àmplia distribució.
Cal escollir com a fòssil director o fòssil guia per a una determinada unitat cronoestratigràfica el fòssil que correspongui a una espècie que, d'una banda, hagi evolucionat ràpidament i que caracteritzi un període curt, i, de l'altra, que ofereixi una gran dispersió geogràfica i sigui abundant.